# Pascal Köpke
Pascal Köpke est un footballeur allemand , né le 3 septembre 1995 à Hanau (Allemagne), évoluant au poste d'attaquant au MSV Duisbourg. Il est le fils de l'ancien gardien de but international allemand Andreas Köpke.

## Biographie

### En club
il est le fils d’Andréas Köpke, l’ancien gardien de l’équipe nationale d’Allemagne, champion d’Europe en 1996.
Avec le club du SpVgg Unterhaching, il marque 11 buts en championnat lors de la saison 2014-2015.
Avec l'équipe du FC Erzgebirge Aue, il inscrit 10 buts en championnat lors de la saison 2015-2016, puis la même chose en 2016-2017, et à nouveau le même total en 2017-2018.

### En équipe nationale
Avec les moins de 20 ans, il participe à la Coupe du monde des moins de 20 ans en 2015. Lors de cette compétition organisée en Nouvelle-Zélande, il joue deux matchs, contre l'Ouzbékistan et le Honduras. L'Allemagne s'incline en quart de finale face au Mali après une séance de tirs au but.
Avec les espoirs, il figure à deux reprises sur le banc des remplaçants, lors de rencontres face à la Turquie et la Pologne en novembre 2016.

## Palmarès
- Champion de 3. Liga en 2016 avec le FC Erzgebirge Aue